# Monumento a Pedro Alonso Niño
El Monumento a Pedro Alonso Niño está ubicado en la Plaza de las Monjas, junto al ábside de la iglesia del Monasterio de Santa Clara de Moguer. El conjunto escultórico diseñado por la Fundación Municipal de Cultura del Ayuntamiento de Moguer, rinde homenaje al piloto-descubridor Pedro Alonso Niño, marino este, dada su experiencia en las faenas de la mar, que influyó decisivamente en los preparativos y desarrollo técnico del primer viaje a América, y posteriormente en los primeros viajes "menores andaluces".
Fue inaugurado el 15 de marzo de 2025, dentro de los actos de las “II Jornadas Moguer América y yo”, celebradas del 13 al 16 de marzo de 2025, en torno a las conmemoraciones del 532 aniversario del regreso del viaje descubridor y de la rememoración anual del Voto colombino en la iglesia del Monasterio de Santa Clara. Forma parte de las piezas “Moguer y América” del Museo al aire libre "Moguer EScultura".

## Historia
En el marco de las conmemoraciones del 525º aniversario del Descubrimiento de América que el Ayuntamiento de Moguer celebró, y como futuro elemento escultórico del proyecto de Museo al aire libre "Moguer EScultura", el Ayuntamiento  convocó un concurso internacional de ideas, en el año 2014, con el objetivo de perpetuar la memoria del que fuera piloto de la expedición colombina, el navegante moguereño Pedro Alonso Niño. El concurso contemplaba, entre otros requisitos, que se tratase de ideas originales, valorándose especialmente el que la figura principal del monumento, Pedro Alonso Niño, fuera naturalista y preferiblemente realizada en bronce, acero o piedra, aunque podrían utilizarse otros materiales complementarios que se consideren idóneos siempre que fueran resistentes a la acción de los agentes atmosféricos y al uso de las personas.

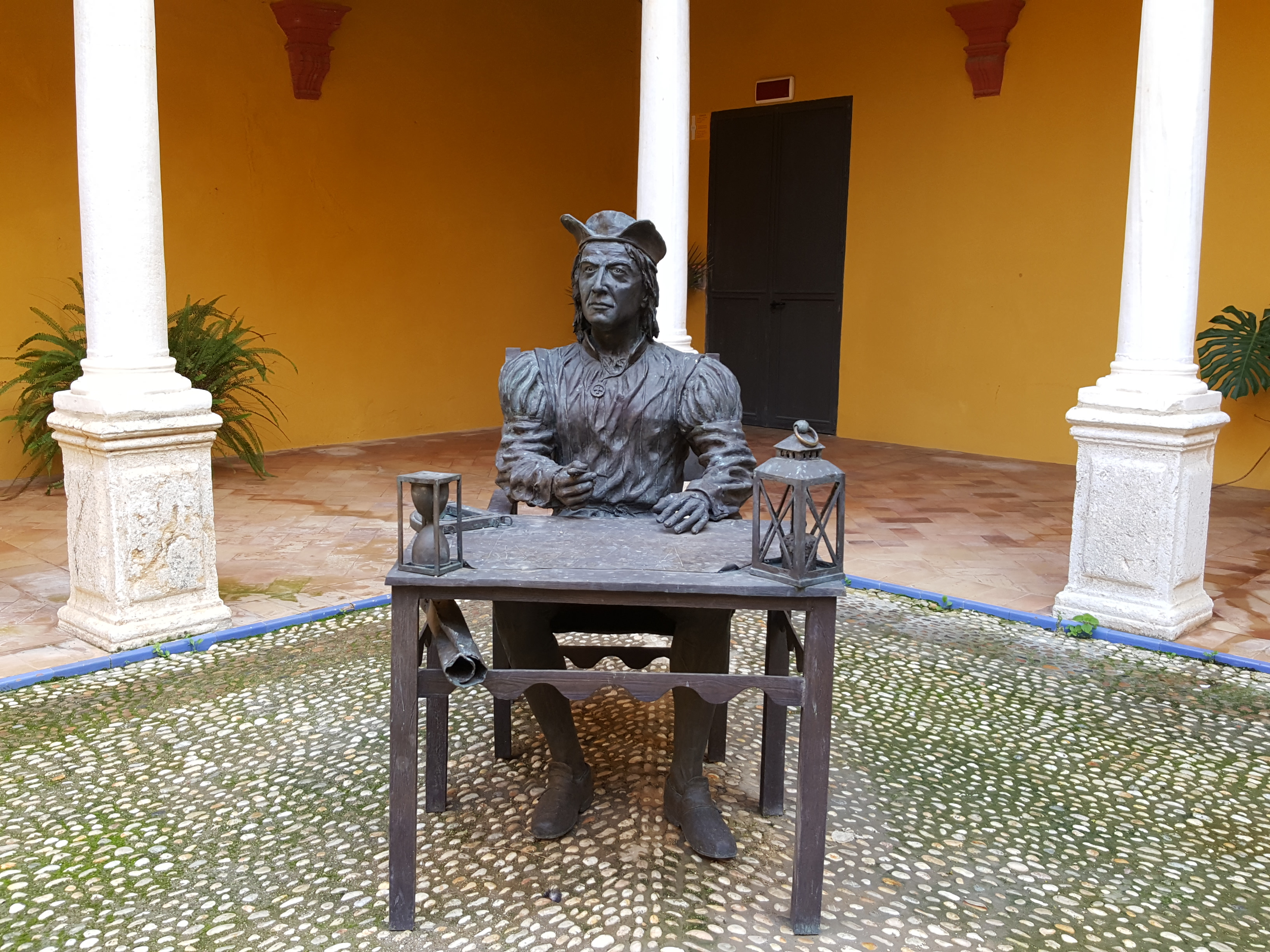
Escultura en el claustro de San Francisco.

El proyecto ganador del concurso, denominado “Navegantes”, fue presentado por la empresa Igless Principado S.L. y elaborado por los escultores Anselmo y Manuel Alfredo Iglesias.  El conjunto escultórico estaba conformado por la figura principal del piloto, que se levantaba sobre una rosa de los vientos, a ambos lados se ubicaba las estatuas, también de bronce, de sus hermanos Juan y Francisco, mientras que en ambos extremos, se reproducirían la proa y la popa de la nave capitana, aproximadamente con las medidas reales de la nave original, esto es, unos 20 metros de largo, y entre tres y cuatro metros de ancho. Se trataba de rendir el merecido homenaje que le corresponde a tan afamado piloto mayor y a sus hermanos: Francisco Niño, marinero; y Juan Niño, propietario y maestre. Pero no sólo a ellos, sino también al resto de marinos moguereños que participaron de forma activa en el primer viaje de Colón a América.

En la primera fase del proyecto inicial, realizada en el año 2015 por el escultor Anselmo Iglesias Poli, se ejecutó la figura en bronce de Pedro Alonso Niño. Representa al marino moguereño piloto mayor de la flotilla colombina, como el cerebro técnico de la expedición descubridora. El conjunto escultórico completo, tenía previsto su ubicación al sur de la Plaza de la Coronación, frente al Monumento de la Coronación, una vez terminada la reurbanización  y peatonalización de la Plaza realizada en el año 2018.

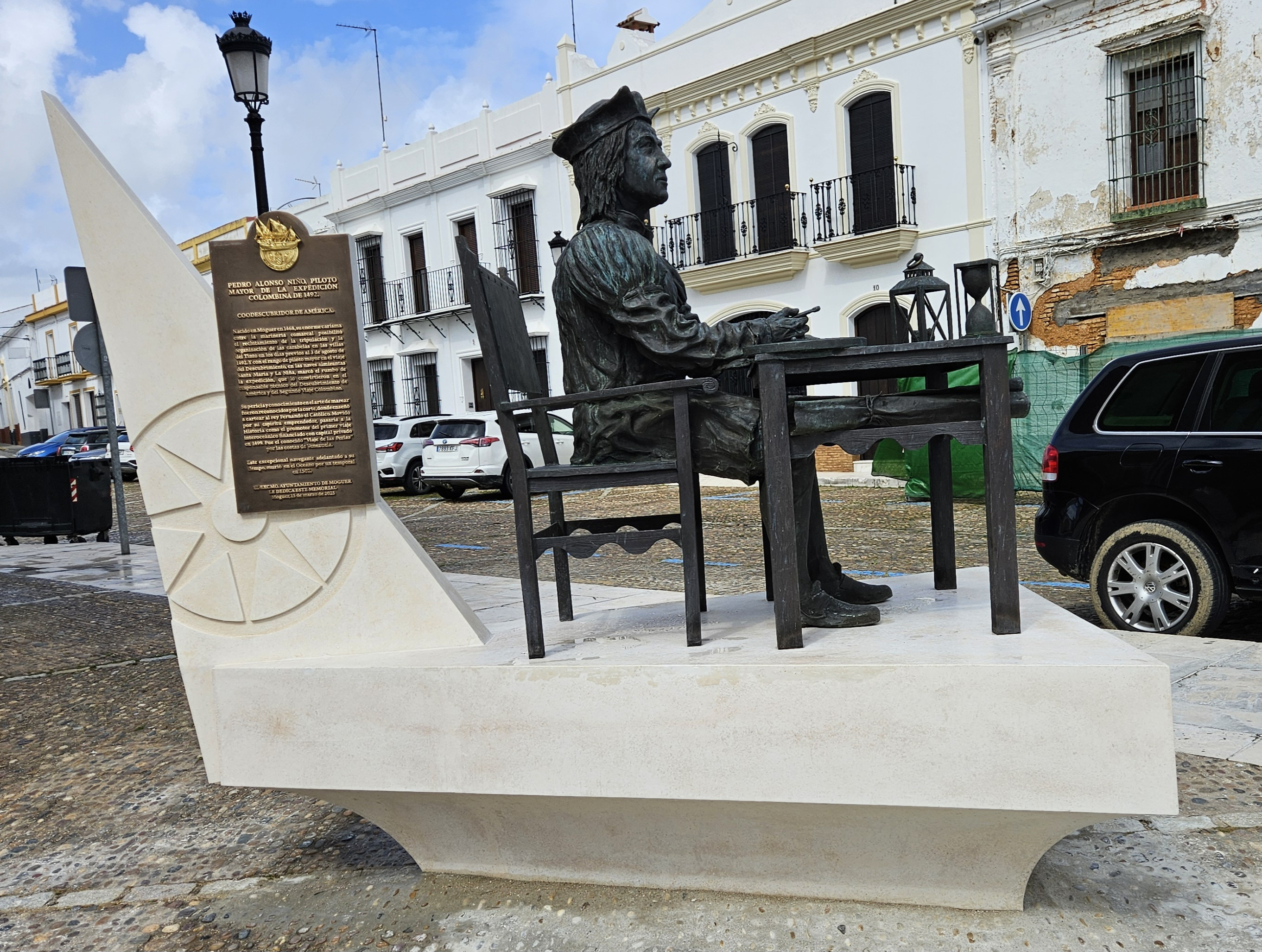
Vista lateral.

Tras varios años, en el año 2025, el proyecto fue completamente redefinido por la Fundación Municipal de Cultura del Ayuntamiento de Moguer, reutilizando la obra inicial de Pedro Alonso Niño en un nuevo proyecto escultórico, El conjunto escultórico definitivo fue inaugurado el 15 de marzo de 2025, dentro de los actos de las “II Jornadas Moguer América y yo”, celebradas del 14 al 16 de marzo, en torno a las conmemoraciones del 532 aniversario del regreso del viaje descubridor y del Voto colombino en el Monasterio de Santa Clara. El monumento incluye la obra inicial de Pedro Alonso Niño, original del escultor Anselmo Iglesias, situada sobre un pedestal que representa la proa y la vela de la Carabela La Niña. Dicho monumento ha sido ubicado en la Plaza de las Monjas, junto al ábside de la iglesia del Monasterio de Santa Clara.

## Descripción del monumento
El conjunto escultórico final incluye:

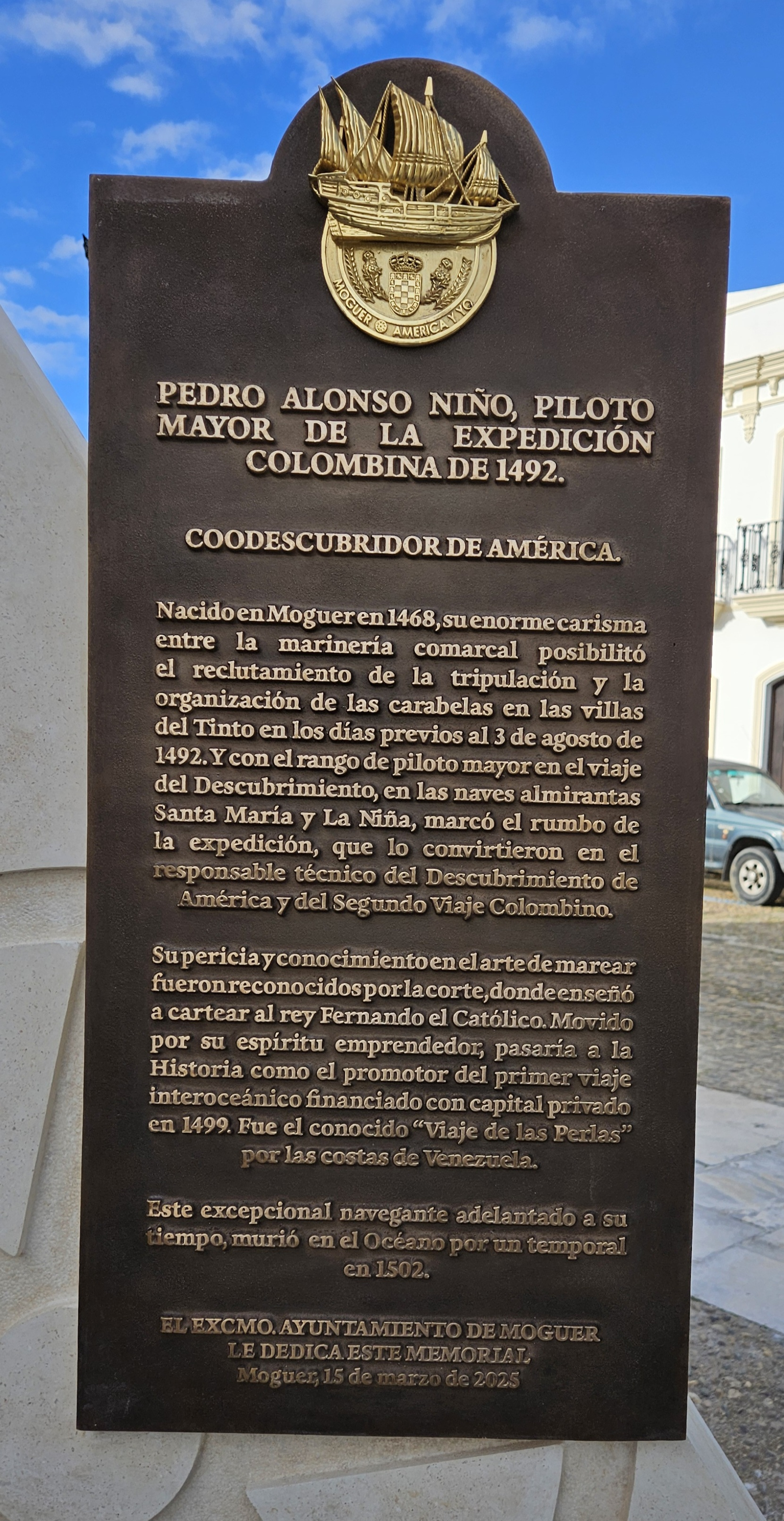
Placa memorial.

El pedestal, realizado en piedra blanca por la empresa Modekons, S.L., representa la proa y la vela de la Carabela La Niña, propiedad de  la familia Niño. La proa, fijada sobre el suelo de la plaza, tiene unas dimensiones de 270 x 270 x 210 centímetros en su base superior y una altura de 90 centímetros sobre el suelo, y aparece tallada en el frontal la leyenda “Moguer, América y yo”. En la esquina trasera de la proa se adosa la vela, también realizada en piedra blanca, de 200 centímetros de alto y 80 cm de ancho en la base, en la que figura tallada la rosa de los vientos, y sobre la que se añade una placa memorial en bronce.
La figura en bronce de Pedro Alonso Niño, conforme a la tendencia figurativa o realista, representa al marino moguereño, como el cerebro técnico de la expedición descubridora, en un momento de estudio de las cartas de navegación. El personaje, según la ambientación historicista de la obra, viste al gusto del siglo XV, con casaca, el sombrero y los zapatos de época. Aparece sentado a la tenue luz de un farol, pasando noches enteras, tratando de calcular el mejor rumbo a seguir en la expedición naval. Sobre la mesa hay un reloj de arena, para medir el tiempo de guardia; un cuadrante, instrumento indispensable para navegar con ayuda de los astros; un compás, en la diestra, para marcar espacios y medir distancias en los planos; etc. Entre todos estos útiles destaca la carta de navegación, que casi siempre elaboraba él personalmente. La escultura de Pedro Alonso Niño mide 160 x 80 x 100 centímetros y la mesa con farol 110 x 96 x 68 centímetros.

## Galería

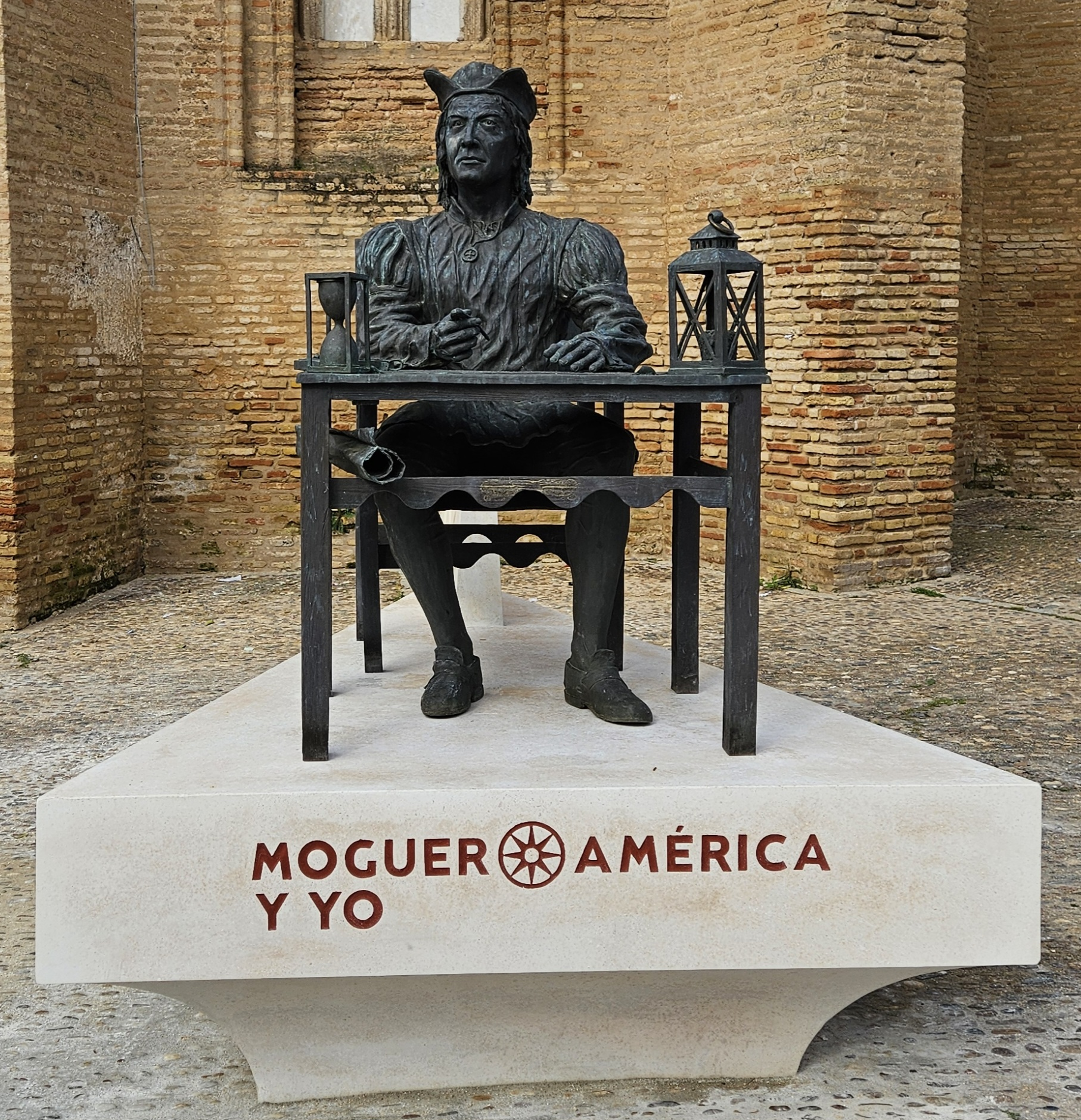
Vista frontal
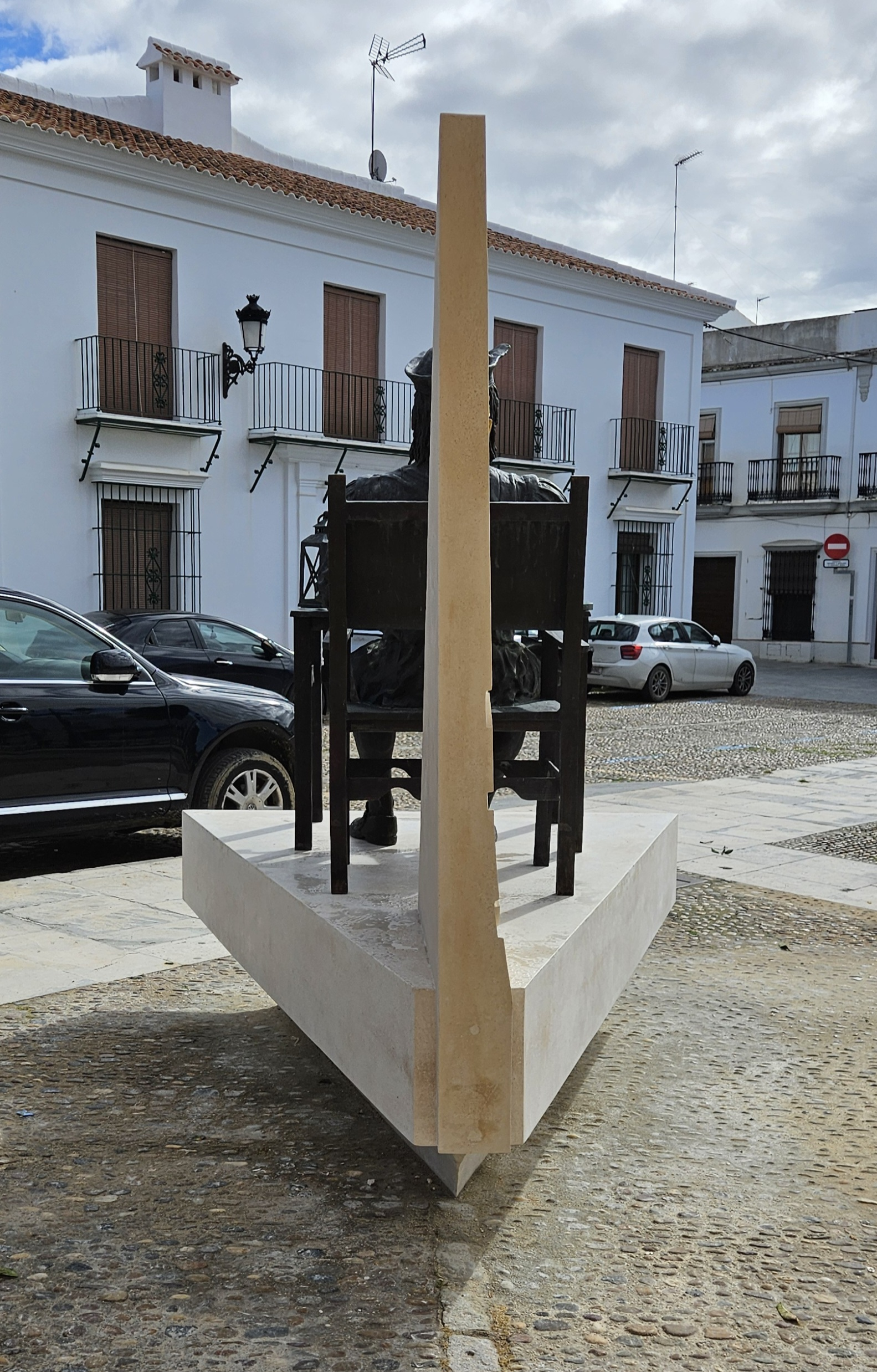
Vista trasera
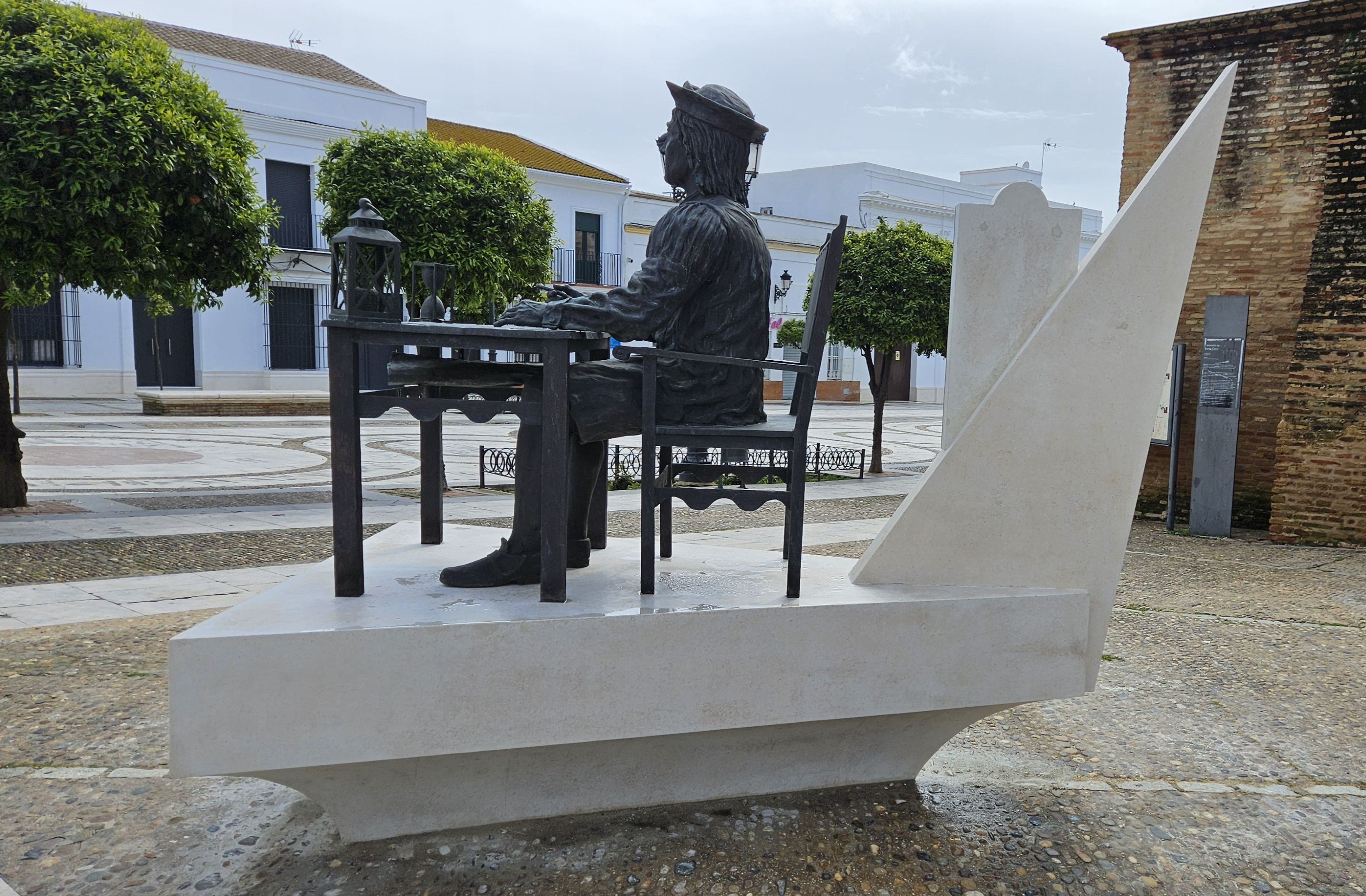
Vista lateral
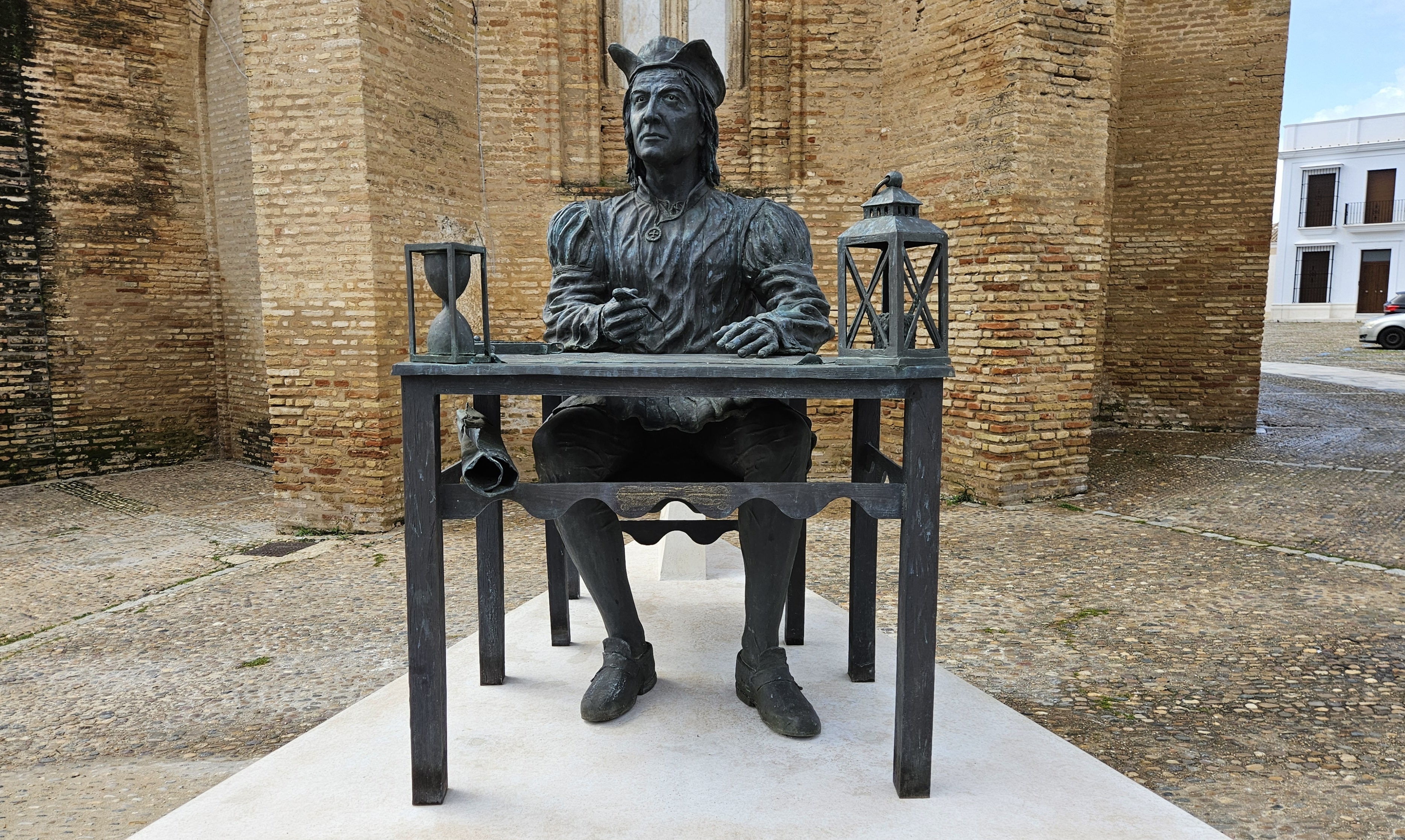
Detalle PAN
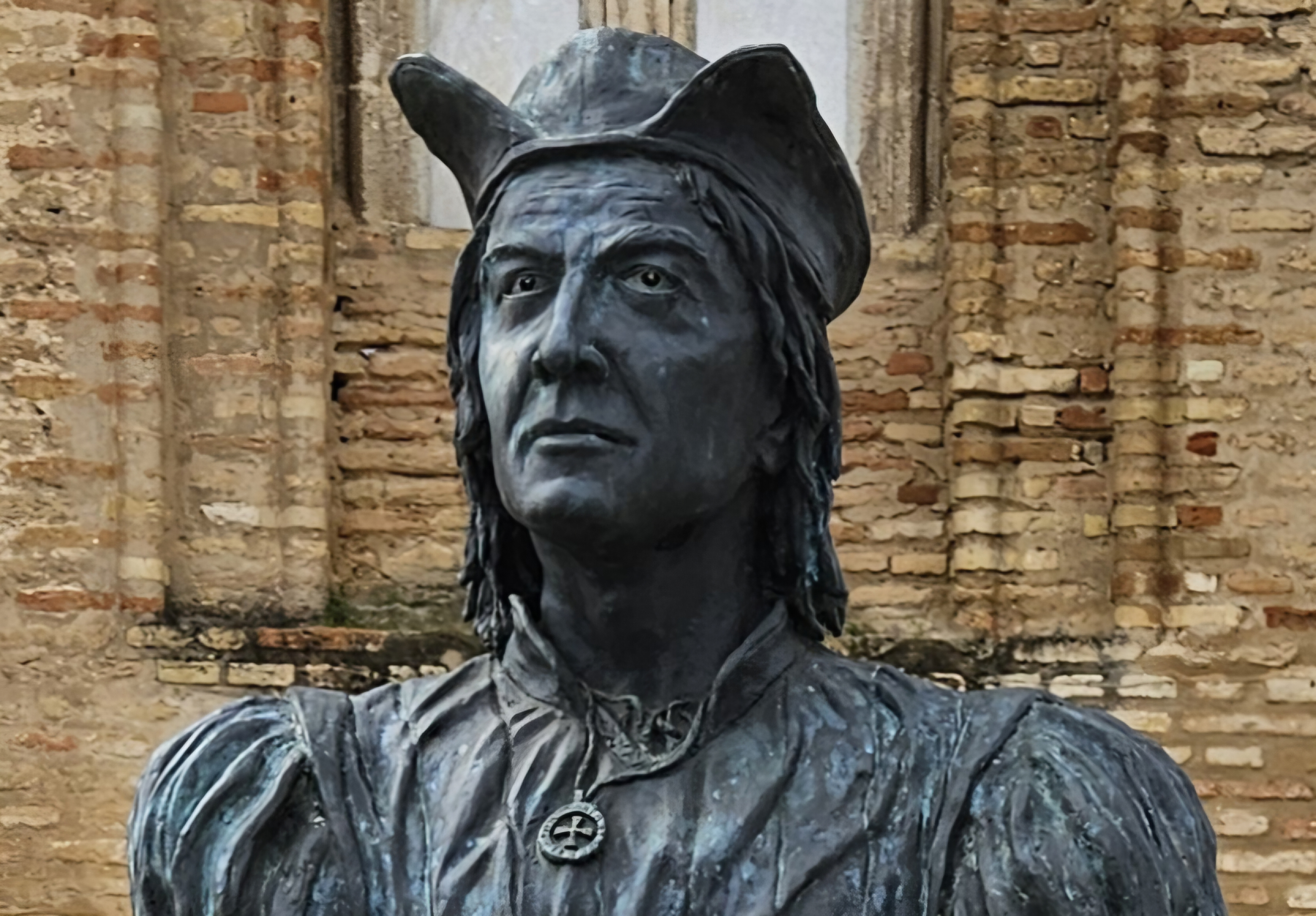
Detalle cara
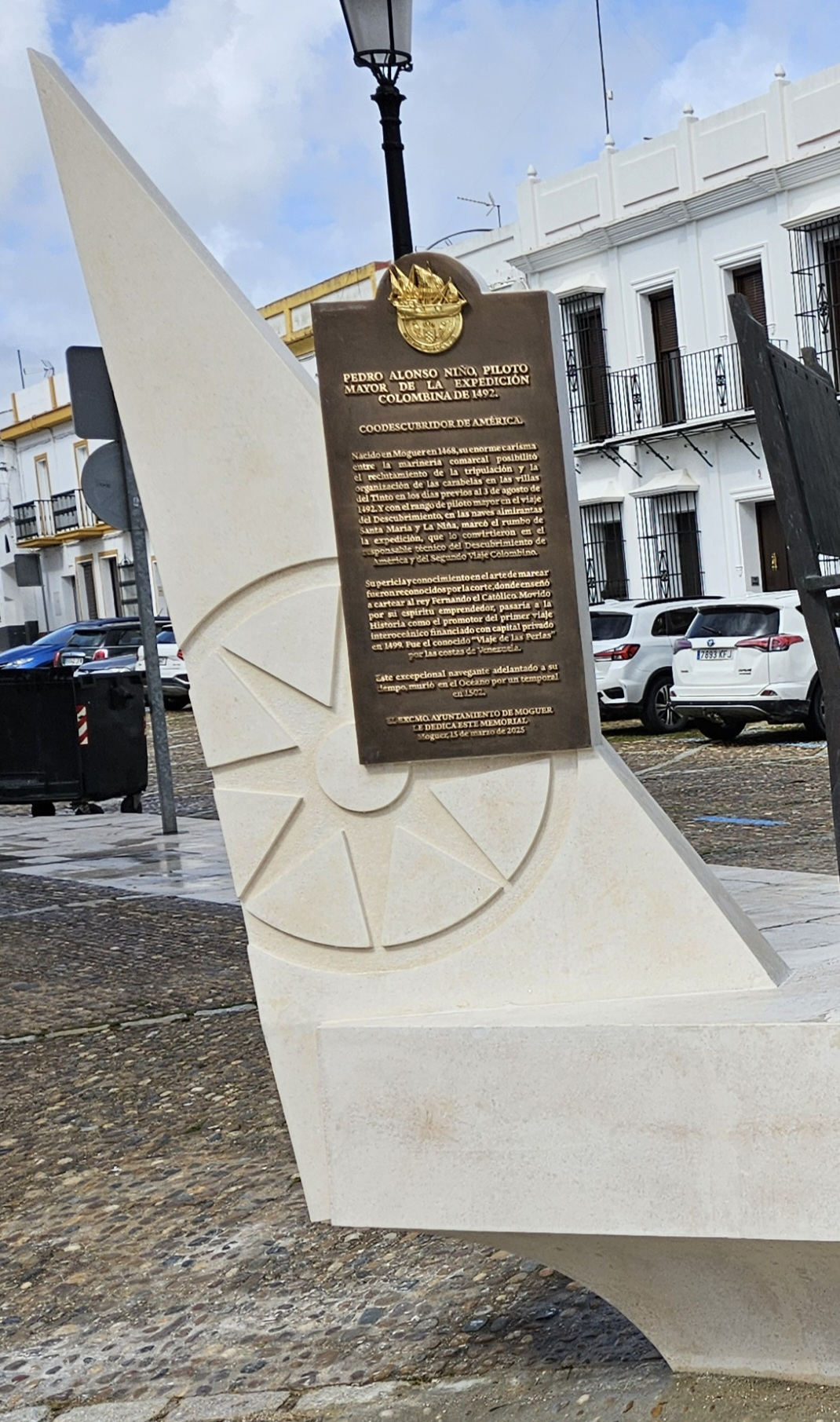
Detalle Vela
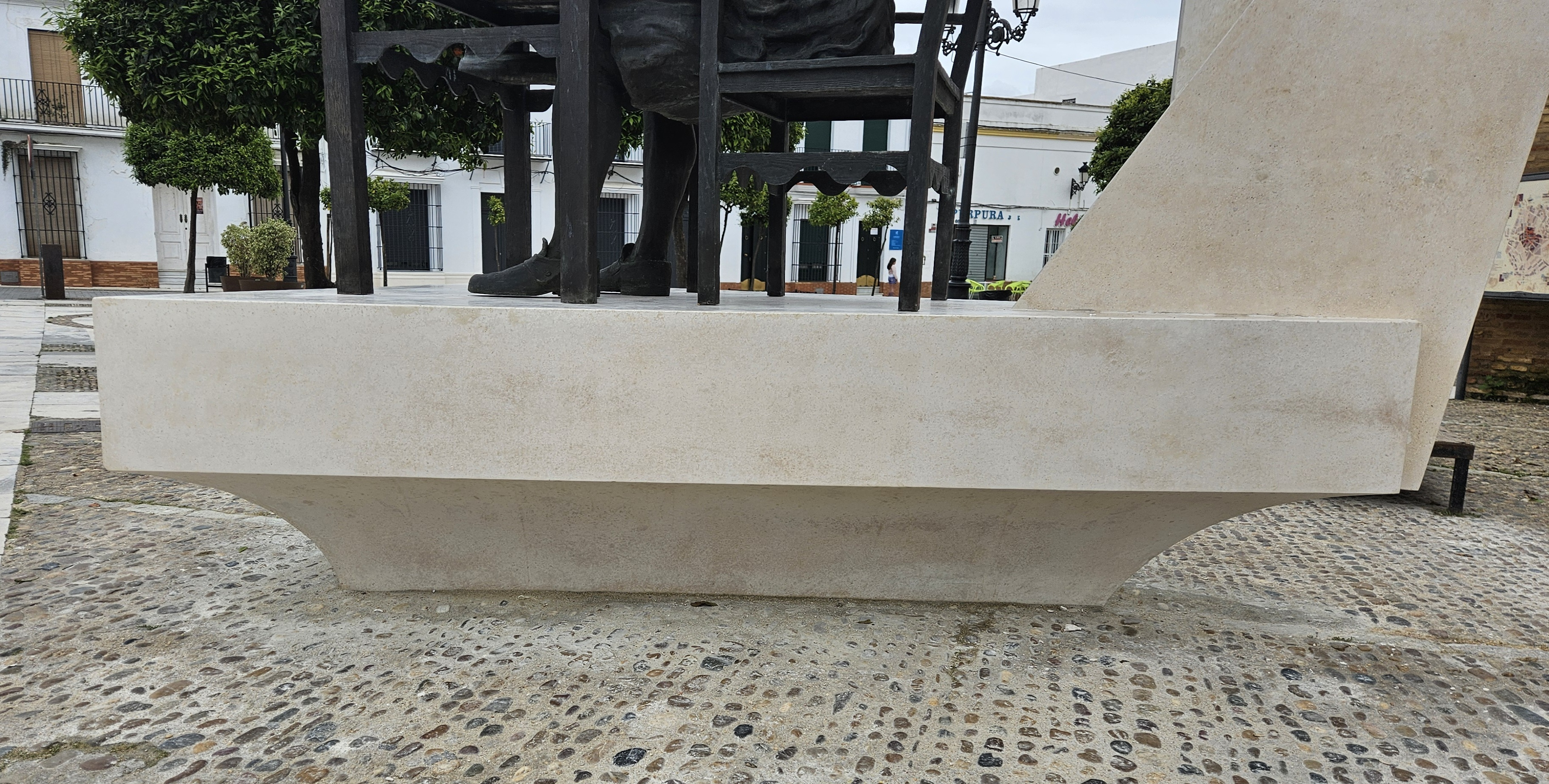
Pedestal proa
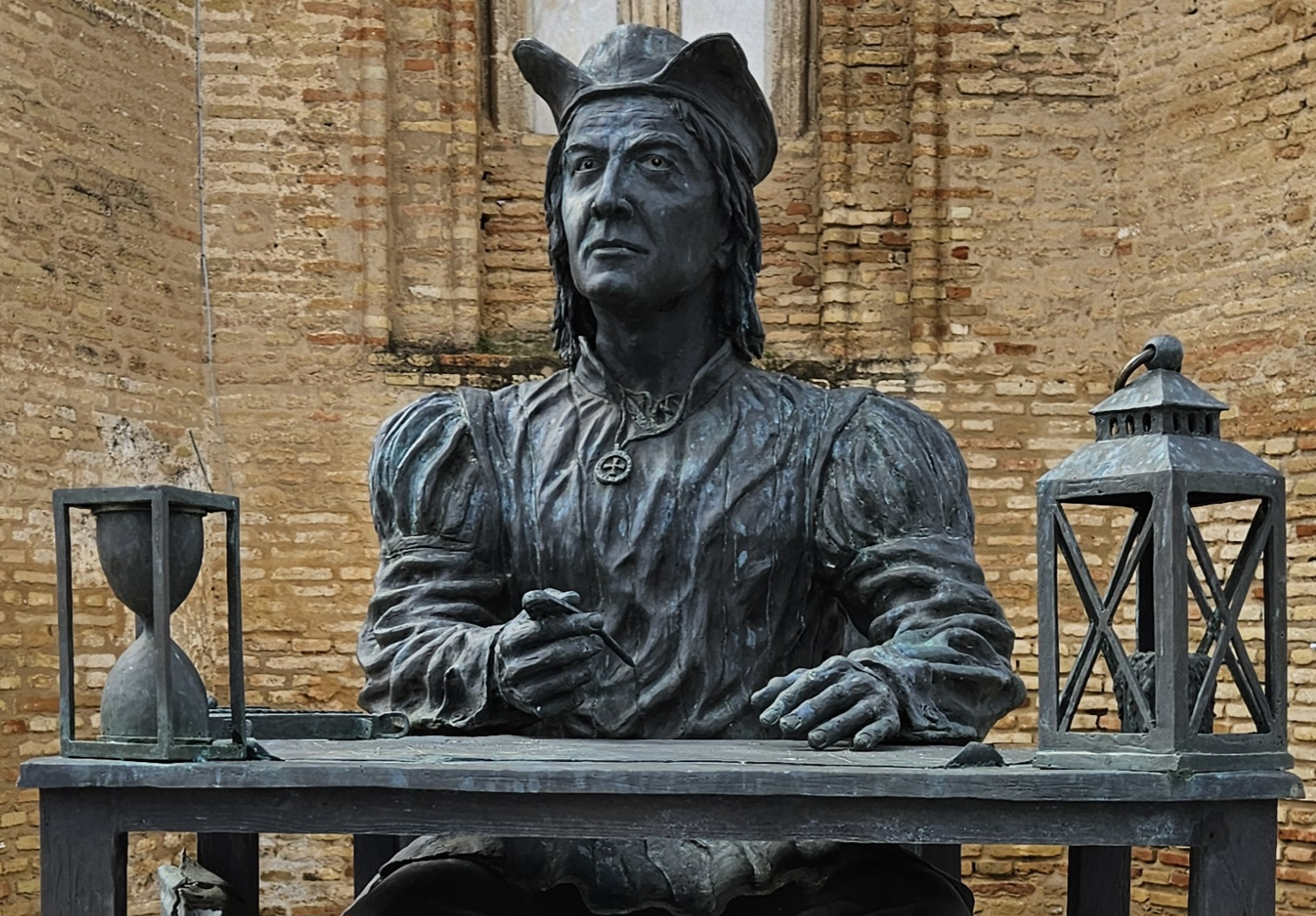
Detalle cerca
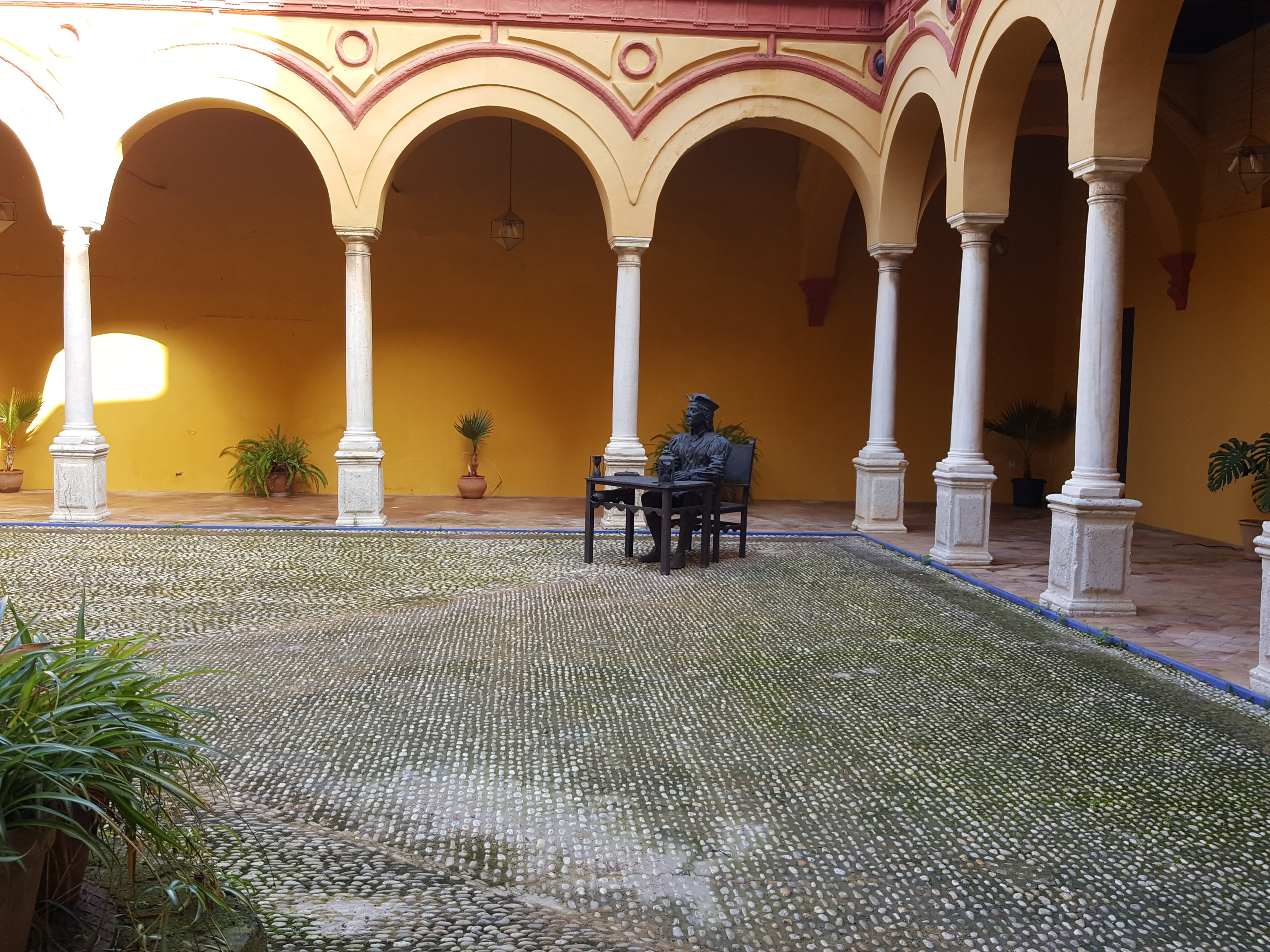
PAN en San Fco.